# 王稽 (景泰進士)
王稽（1429年—？），字允哲，江西撫州府金谿縣人，官籍，明朝政治人物。同進士出身。

## 生平
江西鄉試第九十七名。景泰五年（1454年）甲戌科會試第三百十五名，殿試登進士第三甲第一百一十一名。历官大理寺右寺副，成化二年（1466年）官奉政大夫、四川按察司佥事。

## 家族
曾祖王寧。祖父王仲和。父王忠，曾任巡檢。